# Notophthalmus
Notophthalmus là một chi động vật lưỡng cư trong họ Salamandridae, thuộc bộ Caudata. Chi này có 3 loài và 33% bị đe dọa hoặc tuyệt chủng.

## Hình ảnh

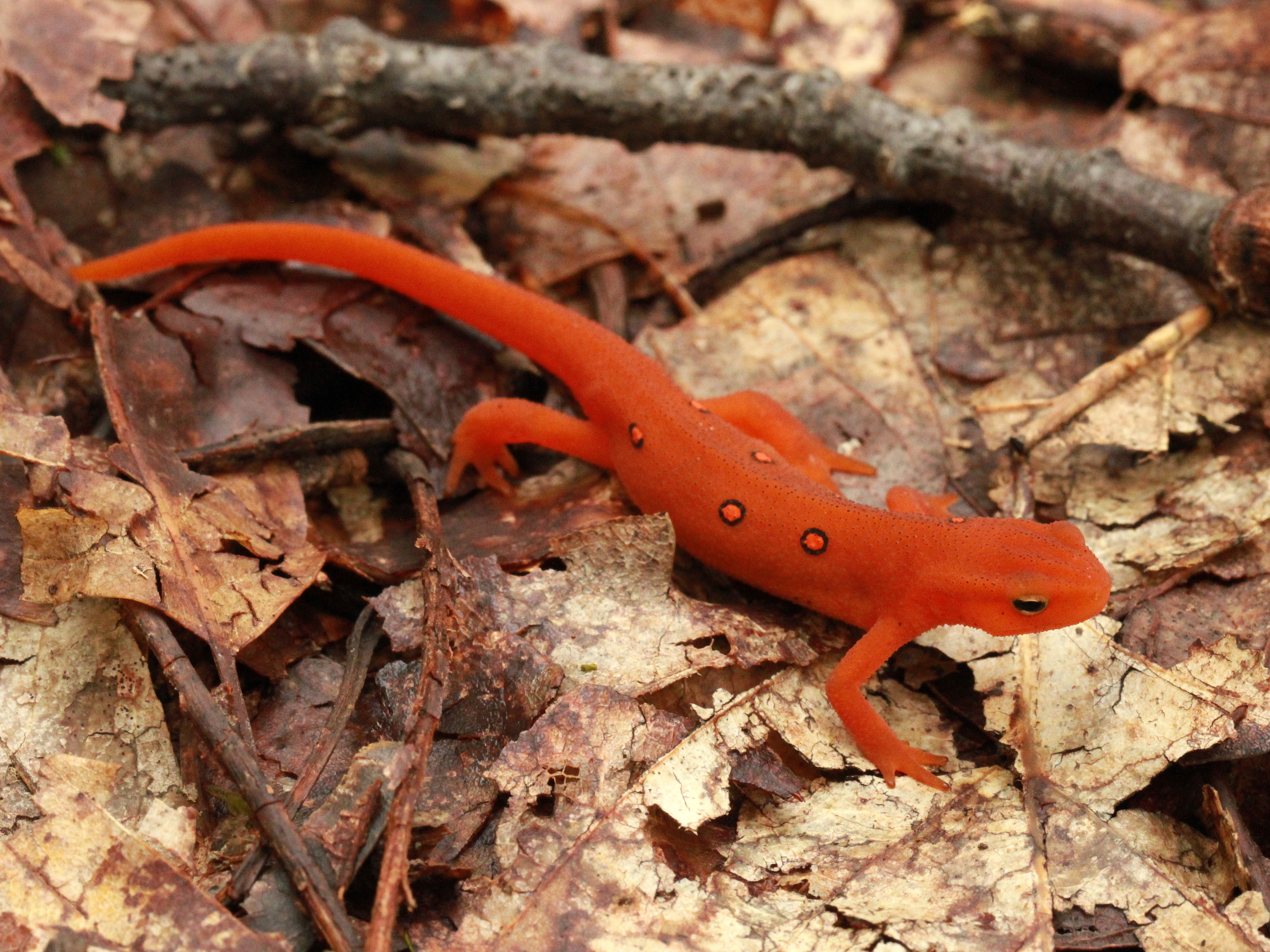
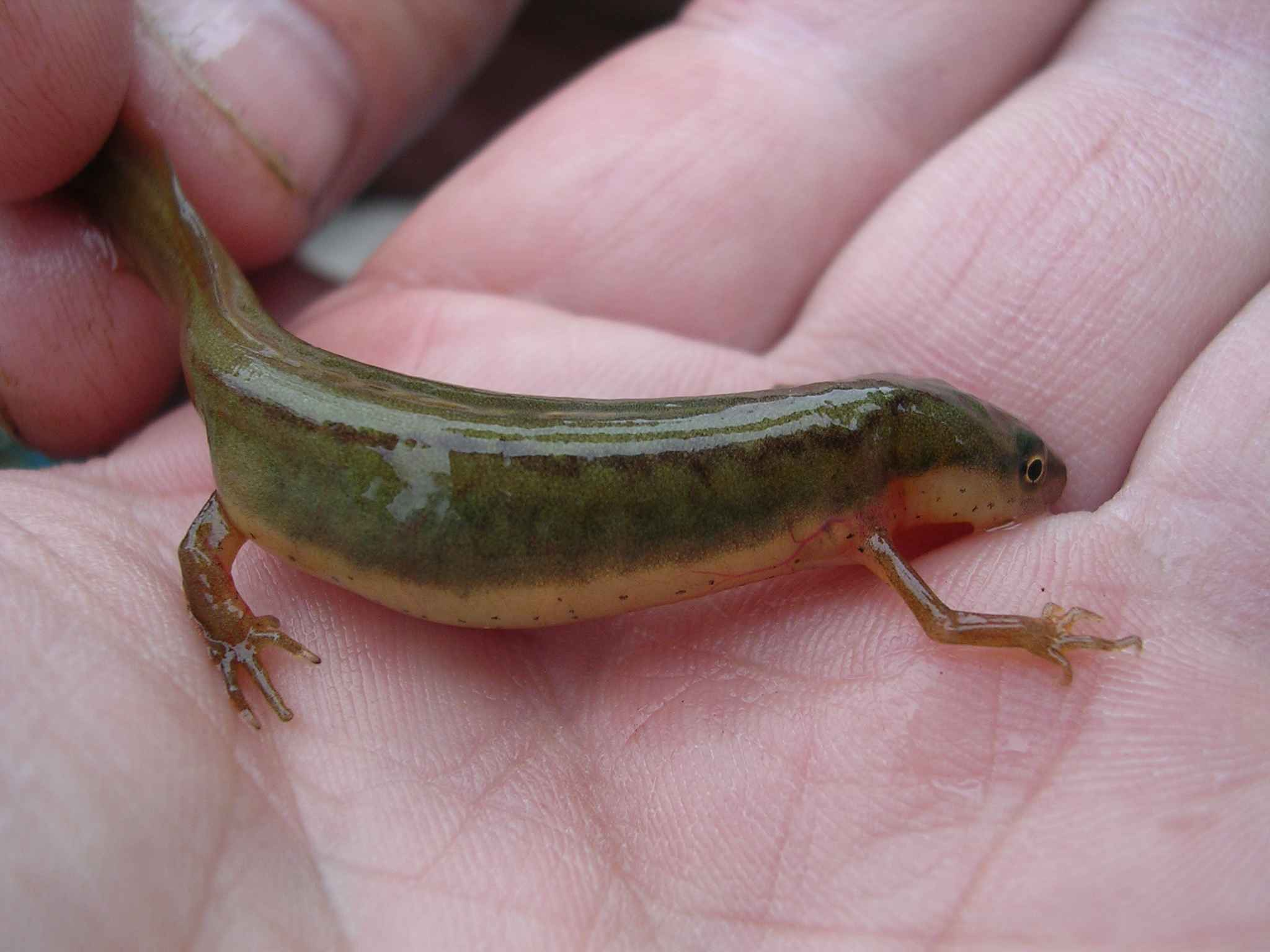
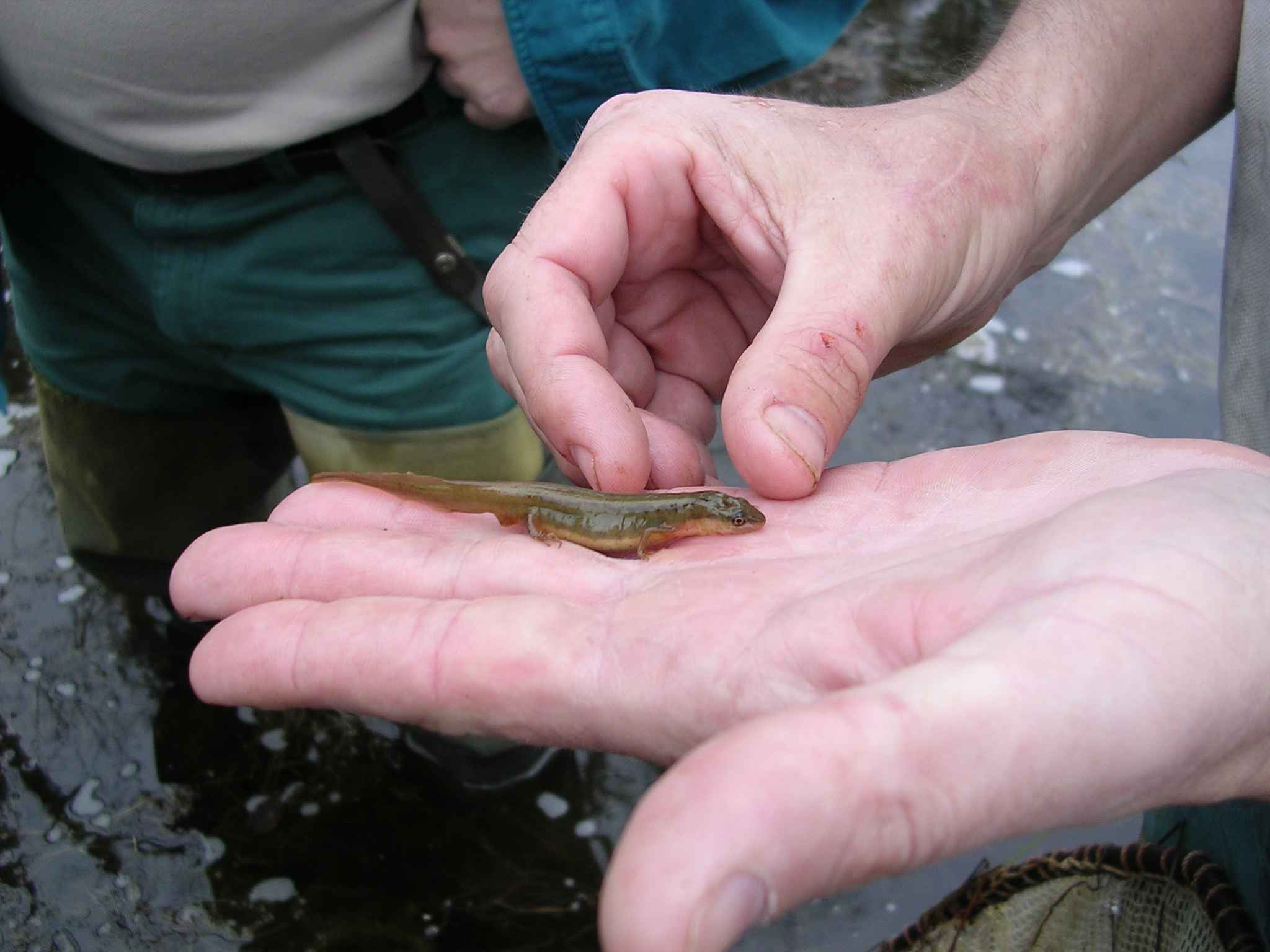